# Lars Sonesson
Lars Henrik Sonesson, född 28 augusti 1923 i Lunds stadsförsamling i Malmöhus län, död 18 oktober 1986 i Oscars församling i Stockholm, var en svensk militär.

## Biografi
Sonesson avlade officersexamen vid Krigsflygskolan 1946 och utnämndes samma år till fänrik vid Skånska flygflottiljen, där han befordrades till löjtnant 1948. Han gick Tekniska kursen vid Flygkrigshögskolan, utbildade sig vid Flygvapnets bomb- och skjutskola, tjänstgjorde vid Utbildningsavdelningen i Flygstaben 1952–1953, befordrades till kapten 1953 och tjänstgjorde vid Flygkadettskolan från 1953. Han befordrades till major 1959, var förste lärare vid Flygkrigshögskolan 1959–1960, tjänstgjorde vid Flygstaben 1961–1963, tjänstgjorde vid Svea flygkår 1963–1967, utbildade sig vid Försvarshögskolan, befordrades till överstelöjtnant 1964 och var flygattaché vid ambassaderna i London och Haag 1968–1973. Sonesson befordrades till överste 1972 och tjänstgjorde 1973–1979 i Allmänna enheten i Huvudavdelningen för flygmateriel i Försvarets materielverk: som avdelningschef i enheten 1973–1976 och som chef för enheten 1976–1979.

### Utmärkelser
- Riddare av första klass av Svärdsorden, 1964.[3]